# Partita pro klavír č. 2, BWV 826

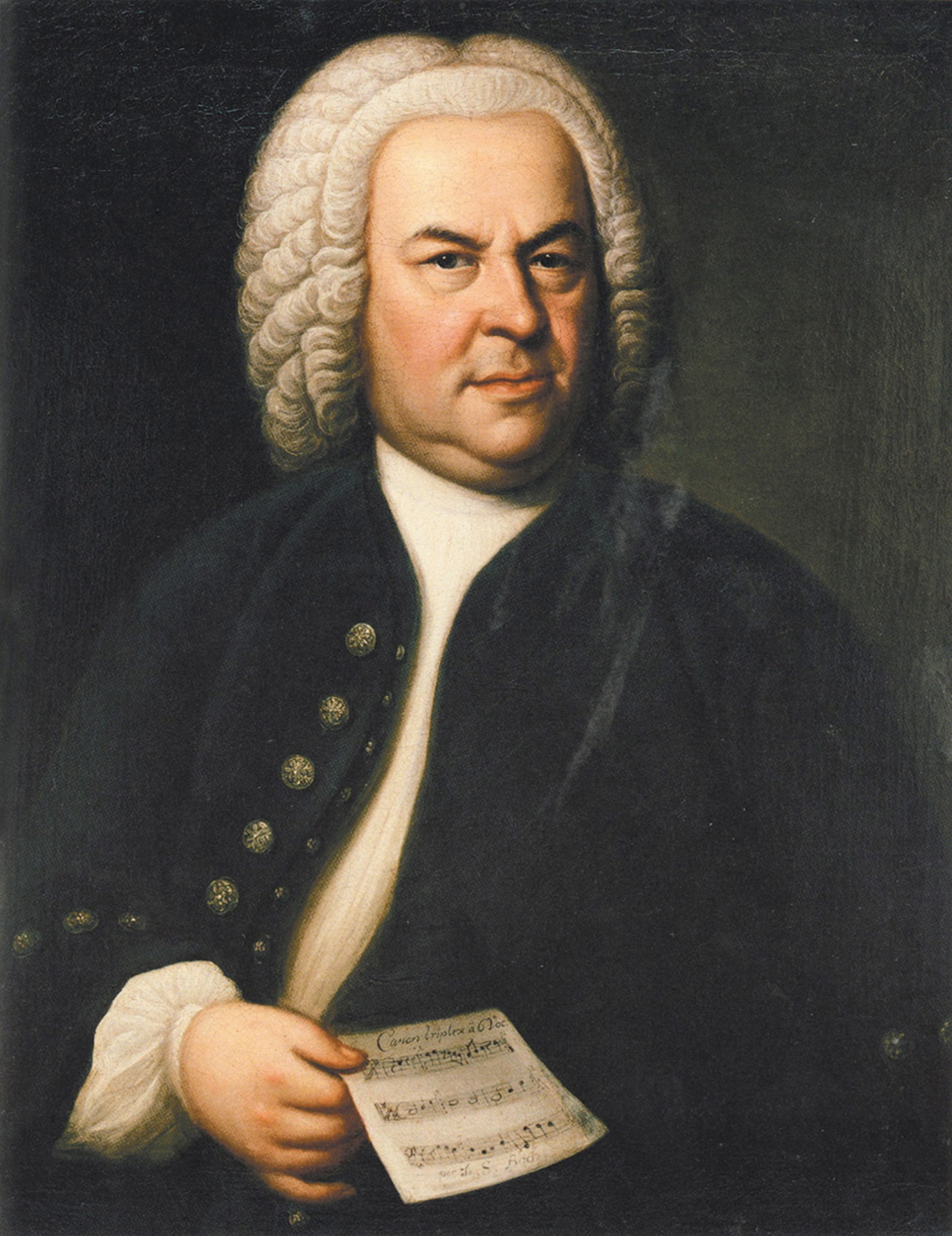
Johann Sebastian Bach

Partita č. 2 c moll, BWV 826, je klávesová svita o šesti částech, kterou pro cembalo napsal Johann Sebastian Bach. Nejprve byla partita vydána samostatně v roce 1727 a následně publikována v rámci souboru Clavier-Übung I v roce 1731.

## Hudební struktura
Partita se skládá ze šesti vět:
1. Sinfonia - ve stylu francouzské ouvetury[4] složena ze tří heterogenních dílů a celkem zabírá přibližně čtvrtinu doby trvání celé Partity.[5]
2. Allemande
3. Courante
4. Sarabande
5. Rondeau
6. Capricio

Výše uvedená struktura se vymyká struktuře běžné u tohoto typu skladeb - Bach jako poslední část této skladby zvolil Capricio, namísto očekávaného Gigue, které uzavírá zbylé ze šesti partit vydaných Bachem. Oproti ostatním partitám taktéž tato obsahuje část Rondeaux.